# Новоселенгинское сельское поселение
Се́льское поселе́ние «Новоселенги́нское» (бур. Шэнэ Сэлэнгын hомон) — муниципальное образование в Селенгинском районе Бурятии Российской Федерации.
Административный центр — посёлок Новоселенгинск. Включает три населённых пункта.

## География
Территория МО СП «Новоселенгинское» вытянута с севера на юг более чем на 40 км. Ширина колеблется от 5 до 20 км. По территории поселения текут реки Селенга и Чикой, проходит федеральная магистраль А340 Кяхтинский тракт и начало региональной автодороги Р440 Гусиноозёрск — Закаменск. Вершины гребней массивов Селенгинского среднегорья являются естественными границами поселения.
На севере поселение граничит с сельским поселением «Загустайское»: по южным вершинам хребта Моностой, на северо-востоке — по реке Селенге с небольшим участком по правому берегу Селенги. 
На востоке СП граничит с землями Чикойского лесничества и сельского поселения «Ноехонское», охватывая оба берега реки Чикой и правобережье Селенги. Лишь на крайнем юго-востоке граница проходит по руслу Чикоя.
На юге на коротком участке в пойме Чикоя СП «Новоселенгинское» граничит с Кяхтинским районом.
На западе от границы с Кяхтинским районом к северу до реки Селенги и по её руслу поселение граничит с сельским поселением «Убур-Дзокойское». Севернее Селенги в среднегорном массиве Тойон к поселению примыкают земли сельского поселения «Селендума». Далее к северу у гряды Холбольджин проходит сравнительно небольшой участок административной границы с сельским поселением «Гусиное Озеро».

## Население
| 2002  | 2011  | 2012  | 2013  | 2014  | 2015  | 2016  |
| ----- | ----- | ----- | ----- | ----- | ----- | ----- |
| 2414  | ↗2491 | ↘2414 | ↘2367 | ↘2332 | ↘2286 | ↘2248 |
| 2017  | 2018  | 2019  | 2020  | 2021  | 2023  | 2024  |
| ↘2218 | ↘2181 | ↘2137 | ↘2098 | ↘2034 | ↘1913 | ↘1880 |

## Состав сельского поселения
| № | Населённый пункт | Тип населённого пункта          | Население |
| - | ---------------- | ------------------------------- | --------- |
| 1 | Бургастай        | улус                            | ↘96       |
| 2 | Новоселенгинск   | посёлок, административный центр | ↗2067     |
| 3 | Поворот          | посёлок                         | ↘181      |

## Экономика
Сельское хозяйство: животноводство, луговодство, небольшие посевы зерновых.

## Транспортная сеть
По территории СП «Новоселенгинское» с севера на юг на протяжении 45 км проходит Кяхтинский тракт — федеральная магистраль А340. На северо-востоке поселения — 9 км региональной автодороги Р440 Гусиноозёрск — Закаменск. В устье реки Чикой расположена Усть-Чикойская паромная переправа, осуществляющая связь с правобережьем Селенги и Чикоя, с населёнными пунктами сельского поселения «Ноехонское» и далее с Мухоршибирским и Бичурским районами Бурятии.

## Достопримечательности
- Музей и могила декабристов в Новоселенгинске
- Урочище Талын-Харгана
- Могильник бронзового века Хара-Хабсагай
- Старый Селенгинск